# Aeglopsis
Aeglopsis – rodzaj roślin z rodziny rutowatych (Rutaceae). Obejmuje 5 gatunków występujących w Afryce. Rośliny z tego rodzaju uprawiane są jako ozdobne. 

## Systematyka
Pozycja według APweb (aktualizowany system APG III z 2009)
Przedstawiciel podrodziny Aurantioideae w obrębie rodziny rutowatych (Rutaceae) należącej do rzędu mydleńcowców (Sapindales) reprezentującego dwuliścienne właściwe.
Wykaz gatunków
- Aeglopsis alexandrae Chiov.
- Aeglopsis beguei A.Chev.
- Aeglopsis chevalieri Swingle
- Aeglopsis eggelingii M.Taylor
- Aeglopsis mangenotii A.Chev.